# Arti performative
Le arti performative sono forme artistiche in cui l'opera consiste nell'esecuzione di un determinato insieme di azioni da parte dell'artista di fronte ad un pubblico. L'espressione artistica è veicolata soprattutto dall'uso del corpo dell'artista - a differenza delle altre forme artistiche, in cui l'opera è costituita o mediata soprattutto da oggetti extracorporei.

## Tipi di arti performative
Le principali forme di arti performative sono la danza, la musica, il teatro, l'illusionismo, il mimo, il teatro dei burattini, l'arte circense.
Gli artisti che realizzano arti performative di fronte ad un pubblico sono detti esecutori, a seconda del tipo di arte sono ballerini, musicisti, prestigiatori, cantanti. L'ideazione delle esecuzioni è spesso realizzata da persone diverse dagli esecutori e segue principi propri come la coreografia, la composizione musicale o la drammaturgia per il teatro.

### Teatro

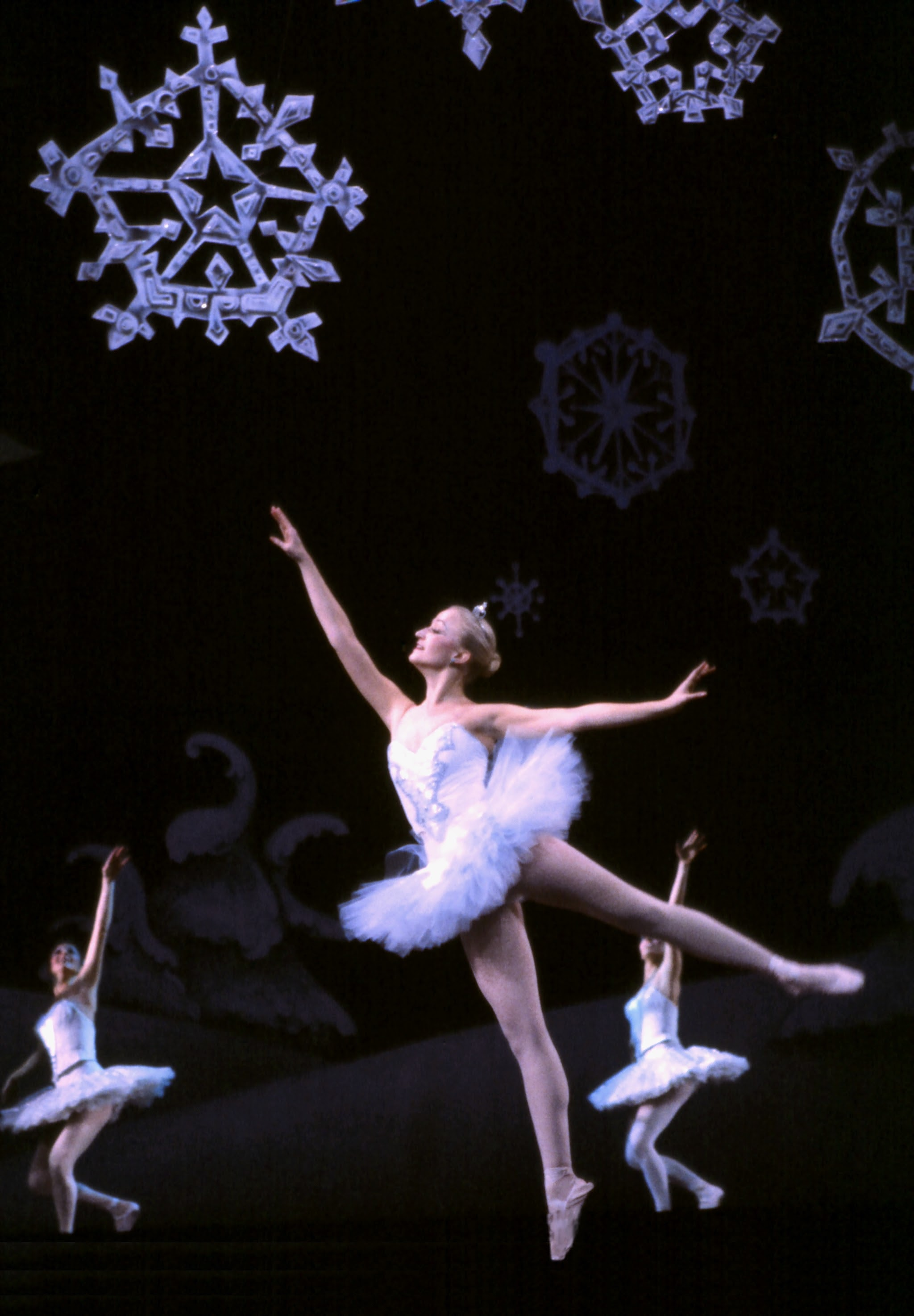
Una scena dal balletto Lo schiaccianoci.

Il teatro è l'arte performativa che consiste nella recitazione di storie di fronte ad un pubblico usando combinazioni di dialoghi, gesti, danza e spettacolo. Oltre al teatro di prosa in cui la parola (scritta o improvvisata) è l'elemento più importante, il teatro può avere forme diverse, come l'opera lirica, il teatro-danza, il kabuki, la danza katakali, l'opera cinese, il teatro dei burattini, la pantomima, che differiscono non solo per area di nascita, ma per il differente utilizzo sia delle componenti che costituiscono la rappresentazione, sia per i fini artistici che esse definiscono.

### Danza

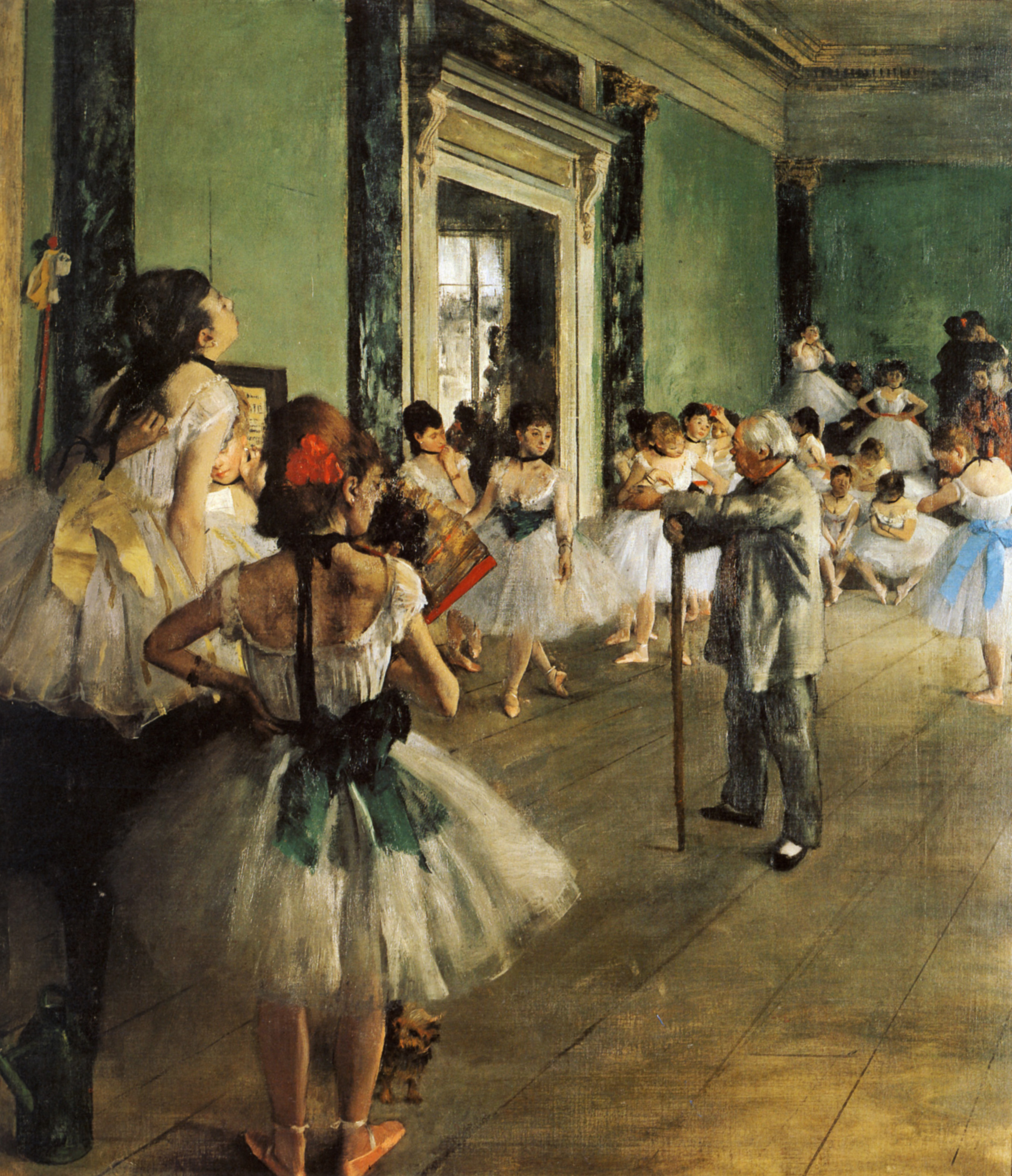
La classe di danza (1871-1874), uno dei più noti dipinti di Edgar Degas sul tema delle danzatrici classiche.

La danza è un'arte performativa che si esprime nel movimento del corpo umano secondo un piano prestabilito o improvvisato detto coreografia. È presente sin dall'antichità insieme alle altre arti sceniche tradizionali quali il teatro e la musica. Spesso accompagnata da musiche o composizioni sonore, la danza nel linguaggio e nella tradizione della danza popolare può essere chiamata anche ballo.
Sin dall'antichità, la danza è parte dei rituali, preghiera, momento di aggregazione della collettività nelle feste popolari e anche occasione di aggregazione tra persone, come, per esempio, attualmente è la danza nelle discoteche.

### Musica
La musica (dal sostantivo greco μουσική) è l'arte  dell'organizzazione dei suoni nel corso del tempo e nello spazio. Si tratta di arte in quanto complesso di norme pratiche adatte a conseguire determinati effetti sonori, che riescono ad esprimere l'interiorità dell'individuo che produce la musica e dell'ascoltatore; si tratta di scienza in quanto studio della nascita, dell'evoluzione e dell'analisi dell'intima struttura della musica. Il generare suoni avviene mediante il canto o mediante strumenti musicali che, attraverso i principi dell'acustica, provocano la percezione uditiva e l'esperienza emotiva voluta dall'artista.

### Altre forme d'arte
Dopo aver lasciato le competizioni, il due volte campione olimpico di pattinaggio Yuzuru Hanyū ha reinventato il suo sport creando una nuova forma di arte performativa, più vicina al concerto di un artista di successo che a uno spettacolo sul ghiaccio.
Attraverso show da lui ideati e nei quali è l’unico interprete, a volte accompagnato da musica dal vivo, sfruttando le potenzialità espressive di arte digitale, video mapping, light art, fiaccole al bordo della pista, ed espandendo la narrazione al di fuori dello spazio tradizionale della pista,  Hanyū reinterpreta i suoi vecchi programmi e ne interpreta di nuovi. Video appositamente realizzati e storyboard collegano il tutto consentendo a Hanyū di narrare un'unica storia capace di toccare profondamente gli spettatori.